# اچ‌ام‌اس دولورتون (ال۶۳)
اچ‌ام‌اس دولورتون (ال۶۳) (به انگلیسی: HMS Dulverton (L63)) یک کشتی با طول ۸۵٫۳۴ متر (۲۸۰٫۰ فوت) بود. این کشتی در سال ۱۹۴۱ ساخته شد.